# Yoshinori Muto
Yoshinori Muto (n. 15 iulie 1992) este un fotbalist japonez.

## Statistici
| Japonia | Japonia | Japonia |
| An      | Meciuri | Goluri  |
| ------- | ------- | ------- |
| 2014    | 6       | 1       |
| 2015    |         |         |
| Total   | 6       | 1       |